# Notimex
Notimex fue una agencia de noticias estatal de México. Creada el 20 de agosto de 1968 con motivo de la celebración de los Juegos Olímpicos de 1968. Tiene su sede central en Ciudad de México.
Desde junio del 2006, tras una reforma legal de sus estatutos, su nombre oficial es Agencia de Noticias del Estado Mexicano. La reforma principalmente la independiza de la Secretaría de Gobernación y entrega su administración a una junta de gobierno integrada por representantes del Estado.
Anteriormente se llamaba Agencia Mexicana de Noticias Notimex. Sus objetivos, según la ley, eran coadyuvar al ejercicio del derecho a la información mediante la prestación de servicios profesionales en materia de noticias al Estado mexicano y a cualquier otra persona, entidad u organismo público o privado, nacional o extranjero, con auténtica independencia editorial (Artículo 1).
Contó hasta principios de 2019 con una amplia red de corresponsales tanto en México como a nivel internacional, con especial presencia en el continente americano y en Europa. En febrero de 2020 inició la huelga, en protesta por los cambios al contrato colectivo de trabajo propuestos por la directora general, Sanjuana Martínez.
El 22 de diciembre de 2023 entró en vigor el decreto de su desaparición tras su publicación en el Diario Oficial de la Federación (DOF).El presidente mexicano, Andrés Manuel López Obrador, justificó con que las "Mañaneras", las ruedas de prensa que celebra en las mañanas junto a periodistas, eran suficientes como comunicación pública y que la agencia estatal no era necesaria.

## Organización de Notimex
Los organismos de administración son:
- Junta de Gobierno. Integrada por un representante de cada uno de los siguientes organismos: Secretaría de Educación Pública, Secretaría de Gobernación, Secretaría de Hacienda y Crédito Público, Secretaría de Relaciones Exteriores, Instituto Federal Electoral y de los trabajadores sindicalizados de Notimex; y dos representantes del Consejo Editorial Consultivo;
- El director general, nombrado por el presidente de la República.
- El día 30 de abril de 2013, el pleno del Senado de la República ratificó el nombramiento del periodista Alejandro Ramos Esquivel como director de la agencia Notimex.[6]
- El 21 de marzo de 2019 Sanjuana Martínez toma protesta como directora general, siendo la primera mujer en ocupar el cargo.[7]

La agencia se encontraba en huelga desde febrero de 2020, sus operaciones fueron suspendidas desde junio del mismo año, hasta diciembre de 2023 con la extinción de Notimex.

### Directores generales
| Director general          | Periodo     |
| ------------------------- | ----------- |
| Enrique Herrera Bruquetas | 1968 - 1971 |
| Rolando Ortega Calderón   | 1971 - 1972 |
| Horacio Estavillo Laguna  | 1972 - 1976 |
| Pedro Ferriz Santacruz    | 1976 - 1982 |
| Miguel López Azuara       | 1982 - 1983 |
| Héctor Manuel Ezeta       | 1983 - 1988 |
| Raymundo Riva Palacio     | 1988 - 1990 |
| Pablo Hiriart             | 1990 - 1992 |
| Rubén Álvarez Mendiola    | 1992 - 1994 |
| Jorge Medina Viedas       | 1994 - 2000 |
| Francisco Ortiz Pinchetti | 2000 - 2001 |
| José Antonio Díaz García  | 2002 - 2003 |
| Enrique Aranda Pedroza    | 2003 - 2005 |
| Aurelio Bueno Hernández   | 2005 - 2007 |
| Sergio Uzeta Murcio       | 2007 - 2011 |
| Héctor Villarreal Ordóñez | 2011 - 2012 |
| Alejandro Ramos Esquivel  | 2013 - 2018 |
| Sanjuana Martínez         | 2019 - 2023 |